# Aimée Duffy
Aimée Duffy es un EP en idioma gales lanzado por la cantautora galesa, Duffy, lanzado en 2004 por el sello discográfico gales Awen Records. El lanzamiento se produjo después de que la cantante había llegado segundo en un galés de televisión de talentos.

## Lanzamiento del EP
Después de terminar su GCSEs en Pembrokeshire, Duffy volvió a Nefyn cuando tenía quince, y comenzó a cantar en diversas bandas locales. Tras un proyecto musical infructuosas en Suiza, Duffy regresó a Gales en 2003 y fue invitado a aparecer en Wawffactor, un galés de televisión similar al Pop Idol, en la estación local S4C. Ella se esperaba ganar, pero llegó segundo a Lisa Pedrig ganador. 
En 2004, Duffy, grabado tres canciones-EP, que fue luego puesto en libertad por Awen registros en el mismo año. La liberación de este PE y su aparición en WawFfactor ella había obtenido un nombre popular entre los galés comunidad de habla del País de Gales. El Parlamento Europeo el título es el nombre completo de Duffy, y también fue liberado bajo el nombre de Aimée Duffy era después de la liberación del PE que ella decidió utilizar la stagename Duffy profesionalmente.

## Lista de canciones
1. "Dim Dealltwriaeth" – 5:04
2. "Hedfan Angel" – 4:41
3. "Cariad Dwi'n Unig" – 3:43

## Posicionamiento
| Listas (2008) | Posición |
| ------------- | -------- |
| Siart C2      | 1        |

- Datos: Q3607142